# Амадор (округ, Каліфорнія)
Шаблон:StateAbbr_ 38°26′ пн. ш. 120°40′ зх. д. / 38.44° пн. ш. 120.66° зх. д.
Округ Амадор (англ. Amador County) — округ (графство) в штаті Каліфорнія, США. Ідентифікатор округу 06005.

## Історія
Округ утворений 1854 року.

## Демографія
За даними перепису
2000 року
загальне населення округу становило 35100 осіб, зокрема міського населення було 13285, а сільського — 21815.
Серед мешканців округу чоловіків було 19328, а жінок — 15772. В окрузі було 12759 домогосподарств, 9069 родин, які мешкали в 15035 будинках.
Середній розмір родини становив 2,81.
Віковий розподіл населення поданий у таблиці:
| Стать    | До 15 років | 15-21 | 22-29 | 30-39 | 40-49 | 50-65 | 65-85 | Понад 85 |
| -------- | ----------- | ----- | ----- | ----- | ----- | ----- | ----- | -------- |
| Чоловіки | 2843        | 2183  | 1616  | 2874  | 3255  | 3581  | 2768  | 208      |
| Жінки    | 2672        | 1084  | 844   | 1782  | 2583  | 3454  | 2916  | 437      |

## Суміжні округи
- Ель-Дорадо — північ
- Алпайн — схід
- Калаверас — південь
- Сан-Хоакін — південний захід
- Сакраменто — захід